# RPG-27
RPG-27（俄語：РПГ-27 “Таволга”；Таволга；英文：Tavolga，意為：藍草；俄罗斯国防部火箭炮兵装备总局代號：／）是一款由前苏联（現在是俄罗斯）國家研究和生產企業玄武岩設計局所研製及生產的105毫米一次射擊型火箭推進榴彈發射器，是RPG-26的改進型。同樣地，主要在短距離反坦克戰時使用，發射PG-27 HEAT火箭彈。

## 歷史
RPG-27是由前苏联國家研究和生產企業Bazalt在RPG-26的基礎上改進設計而成的現代化反坦克榴彈發射器，用以貫穿現代和未來坦克的反应装甲和先進複合裝甲以及強化步兵火力。RPG-27在1989年裝備苏联軍隊。
與其他的火箭推進榴彈系列一樣，在蘇聯解體以後的軍火管理混亂期間，已經蔓延到世界各地的民兵和恐怖組織。

## 設計細節

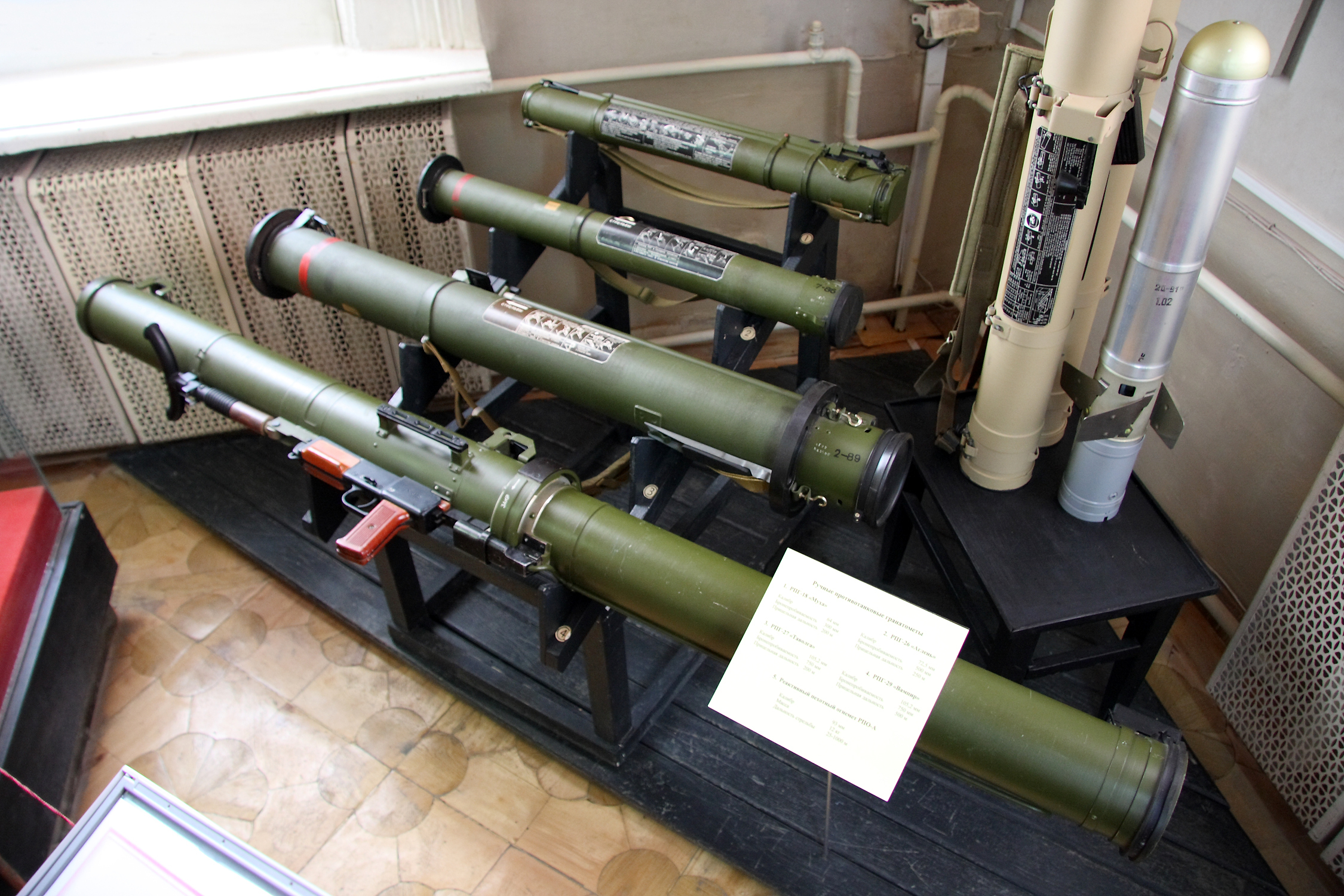
在圖拉國家武器博物館上展出的RPG-18、RPG-26、RPG-27、RPG-29和RPO-A大黃蜂火箭筒。

RPG-27與RPG-26相同的是在於採用單筒式結構，發射筒兼作包裝筒，一次性使用（實際上與AT4有些類似）。發射筒由平紋玻璃纖維布浸塗樹酯卷製而成，兩端和中部有鋁製加強圈，上面裝有與RPG-22、RPG-26相同的簡易折疊式機械瞄具和發射、擊發機構，右側有背帶環和背帶組件。出廠時，發射筒預先裝好火箭彈，兩端使用橡膠盂密封，並且由钢圈所固定。發射、擊發機構由按鈕式扳機、扳機彈簧、擊發桿、擊發桿簧、導管、擊針組件等組成。平時後瞄準具П形板將扳機掩蓋起來，與帶拉環的橫向保險銷一起，作為貯存、運輸和攜行過程中的雙保險裝置，以確保使用安全。發射時，扣住拉環，撥出保險銷，豎起後瞄準具П型板，則擊發桿簧處於壓縮狀態，按壓扳機，即可射擊。只需6秒就能從攜行模式轉換到戰鬥模式。
RPG-27發射PG-27（俄語：ПГ-27）105毫米火箭彈，以同期研製的PG-7VR火箭彈為基礎，其彈頭為串聯式锥形装药尾翼穩定反戰車高爆彈頭（英語：High Explosive Anti-Tank，簡稱：HEAT），可以將主戰坦克本身的裝甲連爆炸反應裝甲（英語：Explosive Reactive Armour，簡稱：ERA）或是坦克的履帶側裙一併一擊貫穿。它可以在200公尺（218.72碼，656.17英尺）以內一擊貫穿大約600毫米的傳統軋壓均質裝甲連爆炸反應裝甲（無爆炸反應裝甲則增至750毫米），1.5公尺的磚牆或是3.7米公尺的钢筋混凝土牆，比起破壞力不足以對付現代裝甲車輛的PG-18和PG-22具有更大威力。
火箭彈本身包括兩個彈頭，最前端的小型高爆彈頭內的炸藥能夠破壞爆炸反應裝甲或籠式、板式裝甲，或者如果沒有上述裝甲以下直接攻擊主裝甲。而在小型高爆彈頭以後，一個更大的二級锥形装药穿甲弹會在小型高爆彈頭爆炸以後以金屬噴流貫穿坦克裝甲以擊毀坦克。
VP-27（俄語：ВП-27）壓電引信由頭部壓電機構和底部機構兩部分組成。該引信採用複式保險，具有較高的安全性。引信中的膛內點火機構、自炸雷管、慣性保險機構、隔離機構等都自成一體，裝入引信體各自的孔內。最大發火角為60°。發動機燃燒室用高強度鋁合金製成，高燃速推進劑採用毛刷式裝藥結構，藥管由彈性膠粘結在固藥板上，燃燒時間短。火箭彈飛離筒口時，折合刀型尾翼會展開並且提供靜穩定力矩並使彈微旋，以提高彈道穩定性。

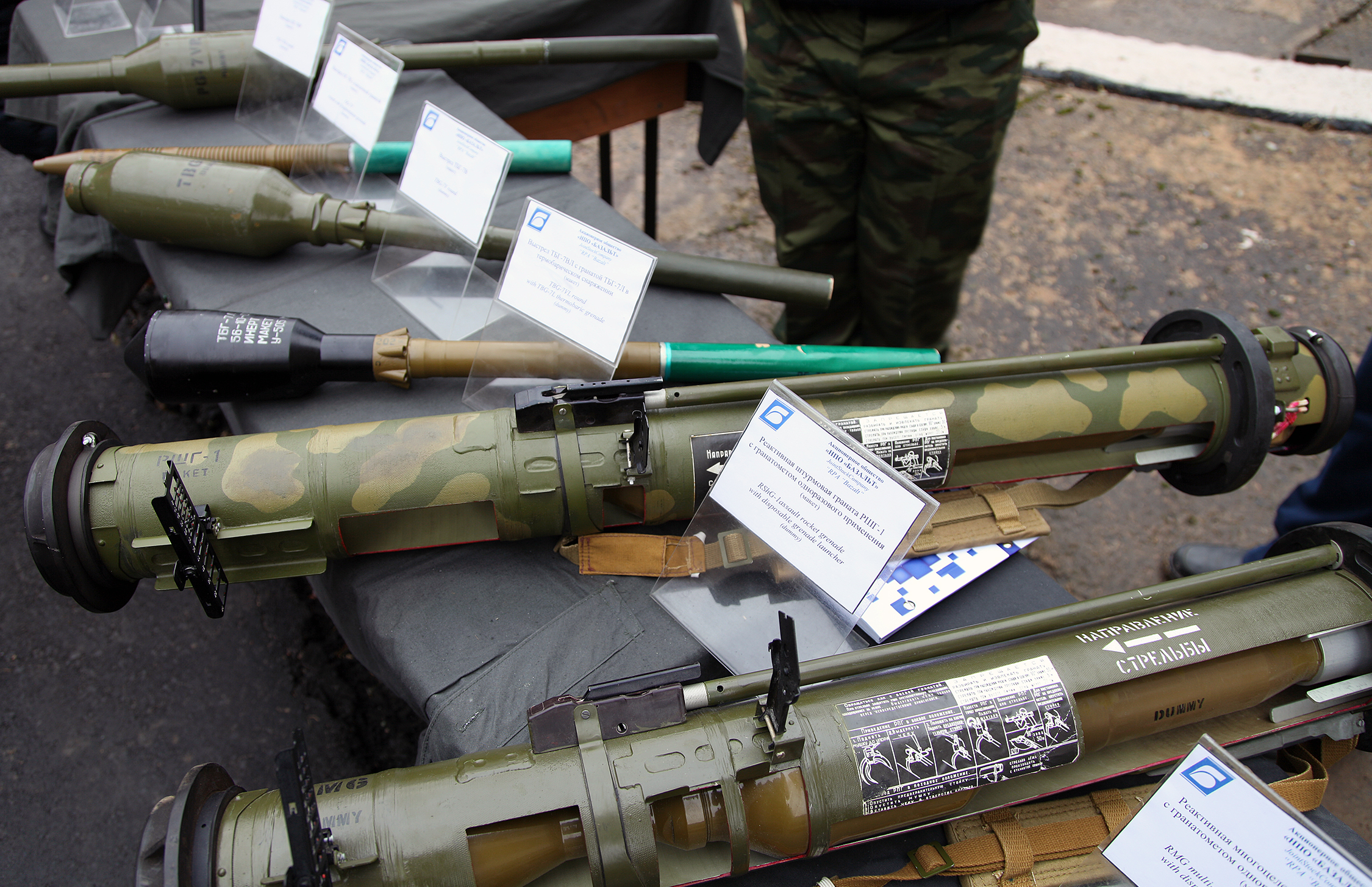
2016年俄羅斯國際軍警安防設備展（Interpolitex 2016）上展出的RShG-1。

RPG-27還有一種衍生型名為RShG-1，改用燃料空氣炸彈裝藥。其重量減至8千克（17.64磅），致命半徑範圍為10—600公尺（10.94—656.17码，32.8—1,968.5英尺）。

## 使用國

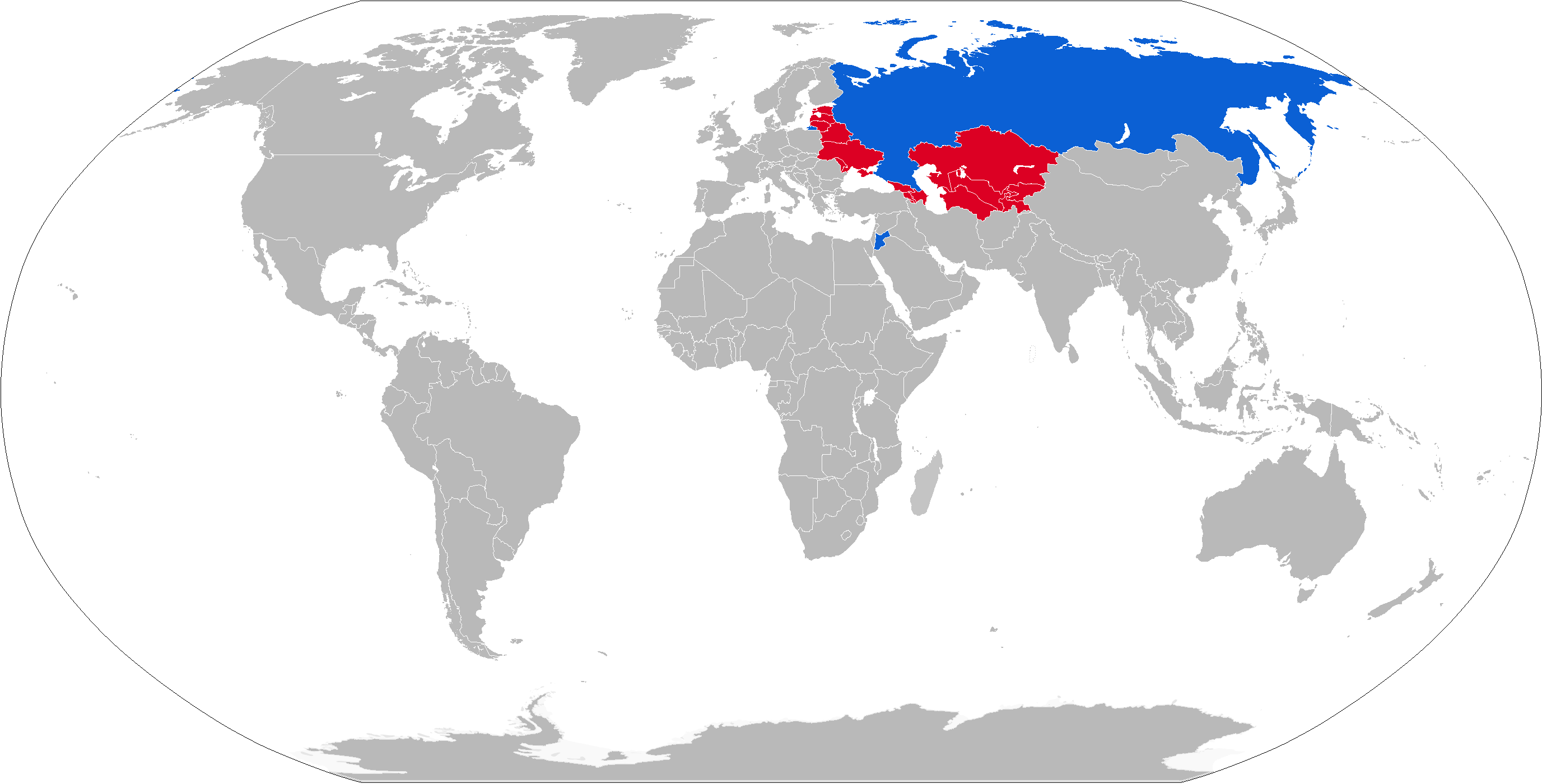
藍色為RPG-27的使用國，而紅色則是前使用國。

- 哥伦比亚[5]
- 俄羅斯
- 约旦
- 德涅斯特河沿岸
- 乌克兰[a]

### 前使用國
- 苏联

## 資料來源
1. ↑  РПГ，全寫：Ручной противотанковый гранатомёт，意為：反坦克榴彈發射器
2. ↑  .   [2013-01-09]. （原始内容存档于2010-01-07）.
3. ↑  . Jane's Infantry Weapons. 2008-01-18  [2008-12-06]. （原始内容存档于2009-02-28）.
4. 1 2  . Land Forces Weapons Export Catalogue. Rosaboronexport. 2003  [2008-12-06]. （原始内容存档于2008-10-14）.
5. ↑  .   [2016-02-22]. （原始内容存档于2016-03-12）.

- Jones, Richard. Jane's Infantry Weapons 2005–06. Coulsdon: Jane's, 2005.  ISBN 0-7106-2694-0.

## 外部連結
- （英文）—Modern Firearms—RPG-27 antitank disposable grenade launcher / rocket-propelled grenade
  - RShG-1 assault disposable grenade launcher / rocket-propelledgrenade（页面存档备份，存于）
- （俄文）—MegaSword—Ручной противотанковый гранатомет РПГ-27 «Таволга»
- （俄文）—RPG-27 "Tavolga"
- （简体中文）—D Boy Gun World（槍炮世界）—RPG-27 火箭筒（页面存档备份，存于）
- （简体中文）—defenseonline.com.cn—俄罗斯塔沃尔加RPG-27式105mm火箭筒

1. ↑  2022年俄羅斯入侵烏克蘭期間自俄軍繳獲